# Taggia
' Taggia  (ligur nyelven  Tàggia' ) egy olasz község Liguria régióban, Imperia megyében.

## Földrajz
. 

Taggia község Imperia megye térképén

A vele szomszédos települések : Badalucco, Castellaro, Ceriana, Dolcedo, Pietrabruna, Riva Ligure és Sanremo.

## Látványosságok
- Palazzo Anfossi,  1578.
- Palazzo Asdente,  1473.
- Palazzo Curlo,  1448.
- Palazzo Curlo Ramoretto.
- Palazzo Pastorelli.
- Palazzo Vivaldi 1458.

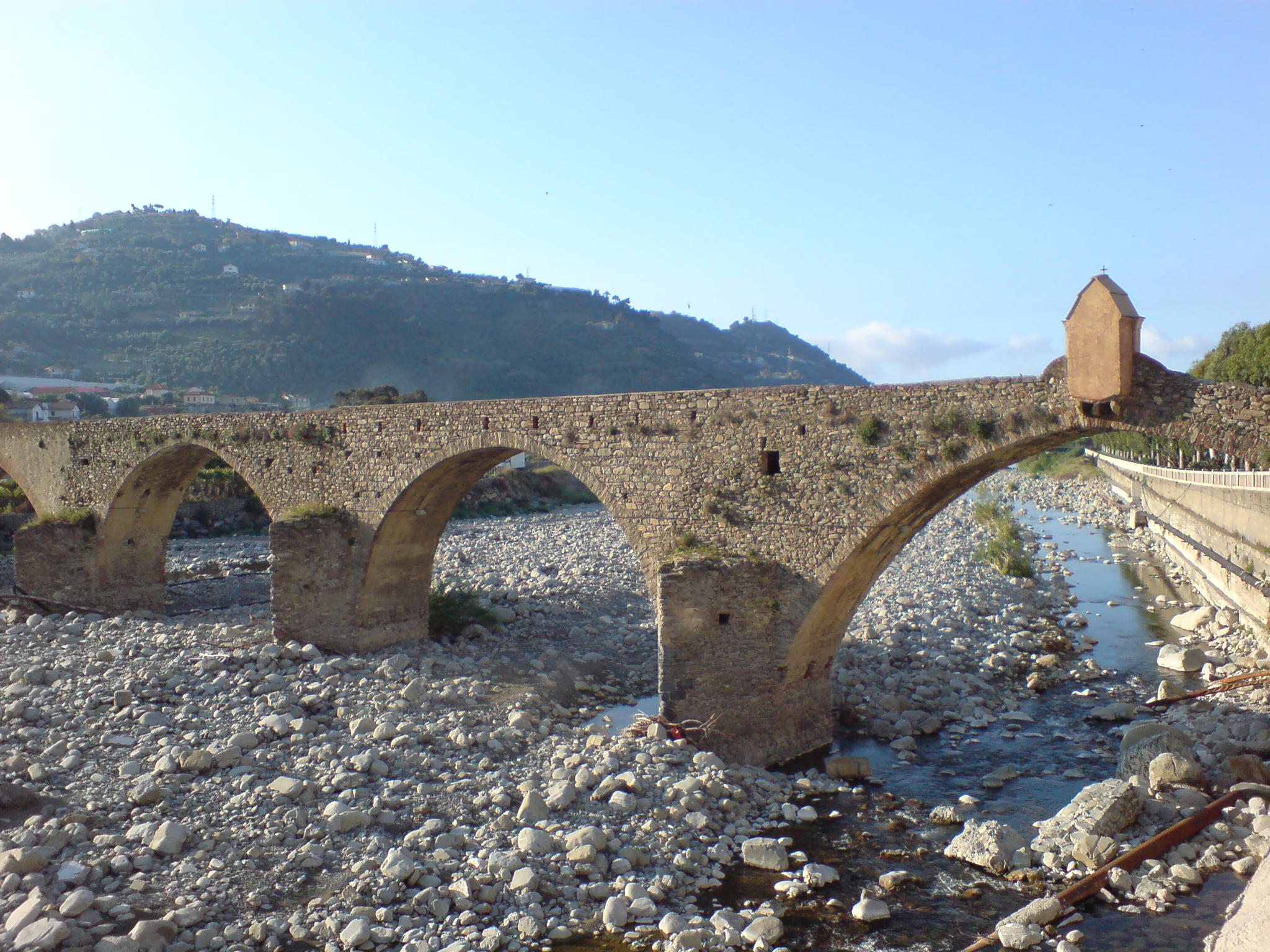
A római híd az Argentina folyón

- Taggia kastélya: az  óváros legmagasabb pontján található. Ma már csak romokból áll.
- Loreto-híd (1959). 112 méter magas, az  Argentina folyón ível át.

## Fordítás
- Ez a szócikk részben vagy egészben  a    Taggia  című olasz Wikipédia-szócikk fordításán alapul.  Az eredeti cikk szerkesztőit annak laptörténete sorolja fel. Ez a jelzés csupán a megfogalmazás eredetét és a szerzői jogokat jelzi, nem szolgál a cikkben szereplő információk forrásmegjelöléseként.